# 다단

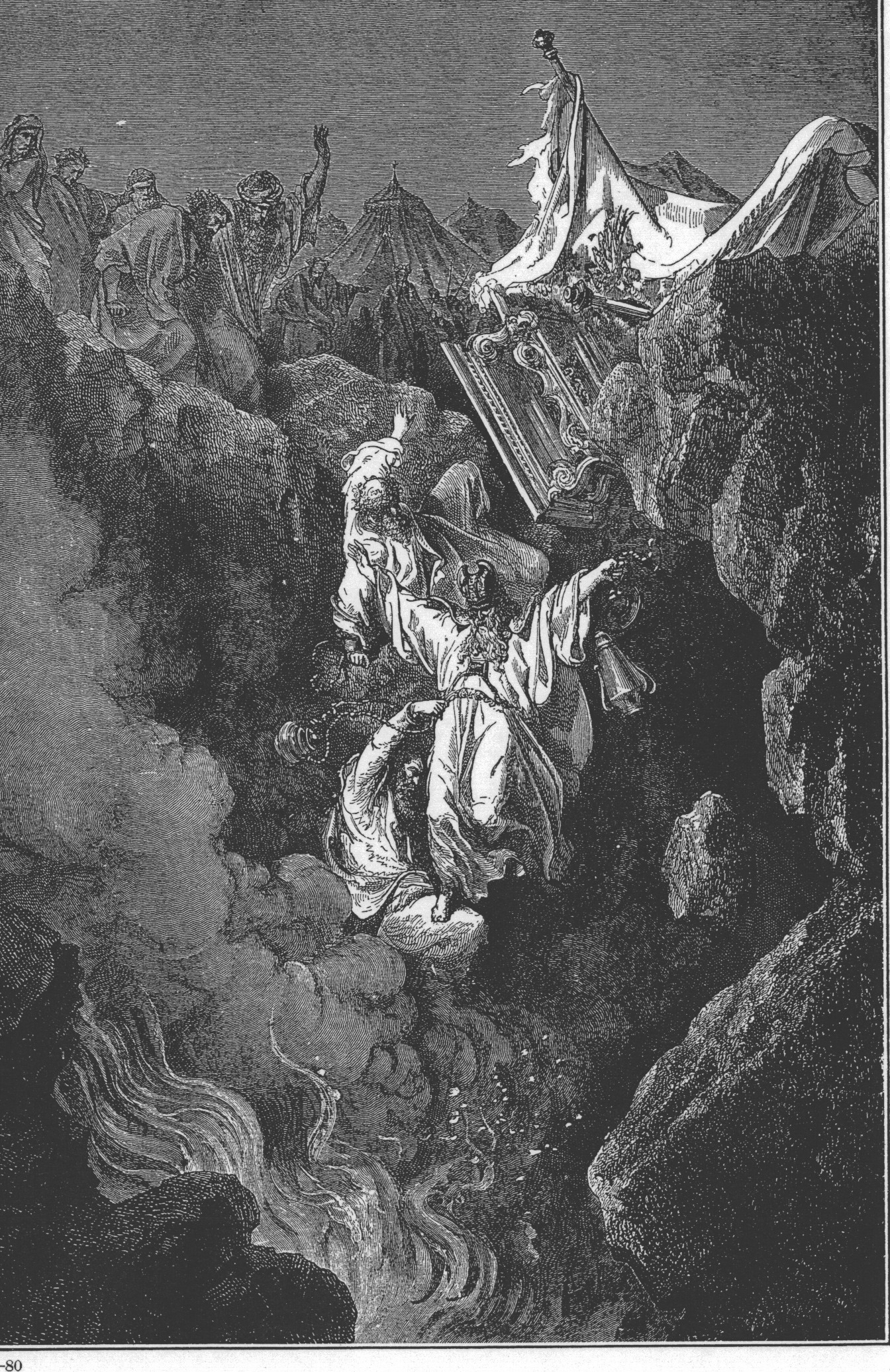
고라, 다단, 그리고 아비람의 죽음.귀스타브 도레의 1865년 작품

다단(히브리어: דָּתָן Dāṯān) 구약성경 민수기에 언급된 이스라엘의 백성으로 모세의 명령을 거스리다가 아비람과 함께 땅이 갈라져서 삼킨 하나님의 심판을 받은 사람이다.   민수기 16장 12절부터 36절까지 나온다. 르루벤의 아들 팔루의 아들인 엘리압의 아들이다.

## 참고 문헌
- 〈Core, Dathan, and Abiron〉. 《가톨릭 백과사전》. 뉴욕: 로버트 애플턴 사. 1913.

- 본 문서에는 현재 퍼블릭 도메인에 속한 《Jewish Encyclopedia 1901–1906》의 내용을 기초로 작성된 내용이 포함되어 있습니다.

- 본 문서에는 현재 퍼블릭 도메인에 속한 《Jewish Encyclopedia 1901–1906》의 내용을 기초로 작성된 내용이 포함되어 있습니다.